# Фірізу
Фірізу (рум. Firizu) — село у повіті Мехедінць в Румунії. Входить до складу комуни Іловец.
Село розташоване на відстані 270 км на захід від Бухареста, 23 км на північ від Дробета-Турну-Северина, 103 км на північний захід від Крайови.

## Населення
За даними перепису населення 2002 року у селі проживали 69 осіб, усі — румуни. Усі жителі села рідною мовою назвали румунську.